# Vidå med tilløb, Rudbøl Sø og Magisterkogen
Vidå med tilløb, Rudbøl Sø og Magisterkogen este o arie protejată (arie specială de conservare — SAC, sit de importanță comunitară — SCI) din Danemarca întinsă pe o suprafață de 603 ha, integral pe uscat.

## Localizare
Centrul sitului Vidå med tilløb, Rudbøl Sø og Magisterkogen este situat la coordonatele 54°56′27″N 8°57′34″E / 54.940833°N 8.959444°E.

## Înființare
Situl Vidå med tilløb, Rudbøl Sø og Magisterkogen a fost declarat sit de importanță comunitară în februarie 1998 pentru a proteja 7 specii de animale. Situl a fost protejat și ca arie specială de conservare în decembrie 2011.

## Biodiversitate
Situată în ecoregiunea atlantică, aria protejată conține 3 habitate naturale: Lacuri eutrofice naturale cu vegetație de tip Magnopotamion sau Hydrocharition, Mlaștini alcaline, Cursuri de apă de la nivel de câmpie la nivel montan, cu vegetație Ranunculion fluitantis și Callitricho-Batrachion.
La baza desemnării sitului se află mai multe specii protejate:
- mamifere (1): vidră de râu (Lutra lutra)
- pești (6): Alosa fallax, Coregonus oxyrhynchus, Lampetra fluviatilis, cicar (Lampetra planeri), țipar (Misgurnus fossilis), Petromyzon marinus